# Mantidactylus guibei
Mantidactylus guibei là một loài ếch trong họ Mantellidae. Chúng là loài đặc hữu của Madagascar.
Các môi trường sống tự nhiên của chúng là các khu rừng vùng núi ẩm nhiệt đới hoặc cận nhiệt đới và vùng nhiều đá. Loài này đang bị đe dọa do mất môi trường sống.